# カリフォルニアキングヘビ
カリフォルニアキングヘビ（Lampropeltis californiae）は、有鱗目ナミヘビ科キングヘビ属に分類されるヘビ。

## 分布
アメリカ合衆国、メキシコ。スペイン（グラン・カナリア島）に移入。

## 分類
以前はコモンキングヘビの亜種とされていた。